# Музей музыки Яна Сибелиуса
Музей музыки Яна Сибелиуса (фин. Sibelius-museo) — единственный в Финляндии музей музыки, расположенный в Турку.

## История
Музей открыт благодаря деятельности профессора музыковедения и этнологии Або Академии Отто Андерссона, предпринявшего попытку сбора материалов о музыке, композиторах и в 1928 году подарившего новому музею коллекцию музыкальных инструментов.
До 1949 года музей носил название «Музыкально-исторические собрания Або Академии». В начале 1930-х годов музыковедческое отделение Або Академии получило материалы о творчестве Яна Сибелиуса в том числе принадлежащие другу Сибелиуса писателю Адольфу Пауму рукописи композитора. В 1949 году Сибелиус дал согласие Отто Андерссону на присвоение музею своего имени.
Новое здание для музея музыки спроектировал в 1968 году финский архитектор Вольдемар Бекман.